# 地方法人税
地方法人税（ちほうほうじんぜい）とは、地方法人税法により法人に課される日本の国税。
法人道府県民税の一部を転換し、地方財政の不均衡を緩和する目的で創設された。法人税と合わせて国が徴収し、全額が地方交付税の原資とされる。

## 税率
以下の計算式で法人税に税率をかけて計算する。
地方法人税額 （百円未満は切り捨て）＝ 課税標準法人税額（千円未満は切り捨て） × 税率
- 平成26年10月1日以後に開始する事業年度  4.4%
- 令和元年10月1日以後に開始する事業年度  10.3%

## 税収の推移
財務省の統計を参照（単位:100万円。単位未満切捨て）。決算ベース。
- 2014年（平成26年）度 　　997
- 2015年（平成27年）度   516,125
- 2016年（平成28年）度   629,178
- 2017年（平成29年）度   653,892
- 2018年（平成30年）度   680,634
- 2019年（令和元年）度   604,190
- 2020年（令和 2年）度 1,418,255
- 2021年（令和 3年）度 1,881,394
- 2022年（令和 4年）度 1,887,532
- 2023年（令和 5年）度 2,013,514

注　2014年（平成26年）度が極端に少ないのは、課税が平成26年10月1日以後に開始する事業年度から開始されたためである。半年決算や変則決算で、平成26年10月1日以後に開始された事業年度が、平成27年3月31日までに終了した場合のみ2014年（平成26年）度の税収となる。

## 経緯
- 2014年（平成26年）
  - 3月20日 - 地方法人税法成立。
  - 3月31日 - 地方法人税法公布。
  - 10月1日 - 地方法人税法施行。以降に開始する事業年度において課税される。